# Calligrapha dislocata
Espèce
Synonymes
- Chrysomela dislocata Rogers, 1856[2],[3]

Calligrapha dislocata est une espèce de coléoptères de la famille des Chrysomelidae, un insecte phytophage originaire du Sud-Ouest de l'Amérique du Nord.

## Systématique
L'espèce Calligrapha dislocata a été initialement décrite en 1856 par W. Frederick Rogers (d) sous le protonyme de Chrysomela dislocata.

## Description
Sa livrée est blanc corail, à macules très variables. Ses yeux, sa tête et son pronotum sont noir luisant. La base antennaire et les cinq derniers articles sont noirs, et les antennomères 2 à 6 sont beige brunâtre. Ses élytres présentent trois longues bandes au centre, quatre bandes arquées aux flancs, et des points épars.

## Alimentation
Il se nourrit notamment de l'Aulne, du Bouleau, de l'Orme, et également du Coréopsis, du Rosier inerme et de la Verge d'or.

## Publication originale
- (en) W. Frederick Rogers, « Synopsis of Species of Chrysomela and allied Genera inhabiting the United States », Proceedings of the Academy of Natural Sciences of Philadelphia, Philadelphie, Académie des sciences naturelles de Philadelphie, vol. 8,‎ 1856, p. 29-39 (ISSN 0097-3157 et 1938-5293, OCLC 1382862, lire en ligne).